# Tournonia hookeriana
Tournonia es un género monotípico de plantas fanerógamas de la familia Basellaceae. Su única especie: Tournonia hookeriana Moq. in A.P.de Candolle, es originaria de Colombia y Ecuador.

## Taxonomía
Tournonia hookeriana fue descrito por Alfred Moquin-Tandon  y publicado en Prodromus Systematis Naturalis Regni Vegetabilis 13(2): 225. 1849.
Sinonimia
- Basella hookeriana Moq. in A.P.de Candolle, Prodr. 13(2): 225 (1849).[3][4]